# Розробка Windows 95
Початковий дизайн та планування Windows 95 можна простежити приблизно з березня 1992 року одразу після випуску Windows 3.1. У цей час Windows для робочих груп 3.11 та Windows NT 3.1 ще розроблялися, і план Майкрософт на майбутнє був зосереджений на Cairo. Cairo могла бути наступною операційною системою Microsoft на базі Windows NT, яка має новий користувацький інтерфейс та об'єктно-орієнтовану файлову систему, але її не планували видавати до 1994 року (зрештою, Cairo частково поставлявся в липні 1996 року у вигляді Windows NT 4.0, але без об'єктно-орієнтованої файлової системи, яка згодом перетворилася на WinFS).
Одночасно з випуском Windows 3.1, IBM почала випускати OS/2 2.0. Microsoft зрозуміла, що потребує оновленої версії Windows, яка могла б підтримувати 32-бітні програми та витискальну багатозадачність, але все ще може працювати на апаратному забезпеченні низького класу (Windows NT цього не могла). Так почалася розробка Windows «Chicago» і, як планувалося наприкінці 1993 року, її назвали Windows 93. Спочатку було прийнято рішення не включати новий користувацький інтерфейс, оскільки це було заплановано для Cairo, і було зосереджено лише на спрощенні встановлення системи, налаштування та роботи в мережі. Windows 93 міг би поставлятися разом з MS-DOS 7.0, пропонуючи користувачеві більш інтегрований підхід у користуванні і роблячи безглуздим для інших компаній створення клонів DOS. У той час MS-DOS 7.0 розроблявся під кодовою назвою «Jaguar» і міг додатково працювати на ядрі Windows 3.1 з наявністю 32-бітного захищеного режиму під назвою «Cougar», щоб краще конкурувати з DR-DOS.
Над проектом «Chicago» керував Бред Сільверберг, який на той час був старшим віце-президентом відділу персональних систем Microsoft. План продуктів Microsoft виглядав так:
| Кодова назва            | Планована дата випуску | Опис | Випущено як                                                   |
| ----------------------- | ---------------------- | --- | ------------------------------------------------------------- |
| «Astro»                 | Вересень 1992 року     | Оновлення до MS-DOS 5.0, у якому додано інструменти сторонніх виробників, щоб перевершити DR-DOS 6.0 за своїми функціями.                   | MS-DOS 6.0                                                    |
| «Winball», «Sparta»     | Жовтень 1992 року      | Windows 3.1 з підтримкою мережі. | Windows for Workgroups 3.1                                    |
| «Jaguar»                | Червень 1993 року      | Наступний реліз MS-DOS в реальному режимі, краще інтегрується з Windows                                                                     | MS-DOS 7.0 (режим Windows 95 MS-DOS)                          |
| «Cougar»                | Червень 1993 року      | 32-бітове ядро MS-DOS в захищеному режимі на основі ядра Windows 386-enhanced mode                                                          | Windows 95 VMM                                                |
| «Panther»               | Червень 1993 року      | 32-бітна підсистема Windows, котра могла працювати на «Cougar», реалізуючи інструкції Win32 API для Windows NT, але працювала з Win32s API. | Windows 95                                                    |
| «Rover»                 | Червень 1993 року      | Windows для мобільних пристроїв на базі «Panther»                                                                                           | Windows for Pen Computing 2.0 / WinPad (релізу не було)       |
| NT, NT OS / 2, «Razzle» | Липень 1993 року       | Нова версія Windows, побудована з нуля, як операційна система для серверів та робочих станцій.                                              | Windows NT 3.1                                                |
| «Bombay»                | Грудень 1993 року      | Оновлення до Windows 3.1. | Windows 3.11                                                  |
| «Snowball»              | Лютий 1994 року        | Windows for Workstations 3.1 з оновленнями.                                                                                                 | Windows for Workgroups 3.11                                   |
| «Daytona»               | Вересень 1994 року     | Наступник Windows NT 3.1. | Windows NT 3.5                                                |
| «Cairo»                 | Липень 1996 року       | Операційна система з об'єктно-орієнтованою файловою системою та новим інтерфесом, портованим з Windows 95.                                  | Частково поставлявся як Windows NT 4.0, без файлової системи. |
| «Nashville»             | Серпень 1996 року      | Очікувалось, що вийде нова версія Windows 95 build 999 (Windows 96), але інформація не була підтверджена.                                   | Релізу не було; частково вийшов як Windows Desktop Update     |

Перша версія «Chicago» була закінчена 30 вересня 1992 року. Cougar мав стати ядром Chicago.
Перед офіційним випуском, американська публіка отримала можливість переглянути Windows 95 до релізу через Windows 95 Preview Program. За 19.95 доларів США користувачам було надіслано набір 3,5-дюймових дискет, за допомогою яких можна встановити Windows 95 або як оновлення до Windows 3.1x, або як нову, на чистий комп'ютер. Користувачі, які придбали програму, також отримали безкоштовний попередній доступ до The Microsoft Network (MSN), онлайн-сервісу, який Microsoft запускала разом з Windows 95. Протягом пробного періоду Microsoft створила різні електронні пункти розповсюдження рекламної та технічної документації про Chicago, включаючи докладний документ для медіа оглядачів, який описував основні можливості системи. Пробний період закінчився в листопаді 1995 року, після чого користувачеві довелося придбати власну копію фінальної версії Windows 95.
До остаточного запуску було випущено кілька бета-версій Windows 95:
| Побудувати          | Опис |
| ------------------- | --- |
| Build 58s           | Прототип меню «Пуск». Він розділив функції меню «Пуск» Windows 95 на три кнопки. Майбутні версії Чикаго комбінували ці три кнопки в кнопку «Пуск», котру можна впізнати і сьогодні. Build 58s включав нового файлового менеджера Chicago Explorer, який залишався відносно незмінним у початковій версії Windows 95 та в Windows NT 4.0. Build 58s все ще включала диспетчер програм, котрий був у Windows 3.1, хоча цей додаток було доповнено новим дизайном робочого столу та панелі завдань / меню Пуск. Ця версія була зібрана 10 серпня 1993 року. Також ця збірка представила ярлики (Chicago називав їх посиланнями) та контекстне меню при натисканні правої кнопки миші, якого у Windows 3.1 бракувало. Білд також представив підтримку довгих імен файлів. |
| Build 73g           | Черговий витік збірки Windows Chicago з датою 2 грудня 1993 року. Ця збірка здебільшого та сама, що і Build 58s, з кількома правками інтерфейсу та вікном для входу через мережу при запуску системи. |
| Build 81            | У часовій відмітці зазначено, що це січень 1994 року. Три кнопки запуску об'єднані в одну. Однак обмеження назви файлу 8.3 робить пункт «Accessories» меню «Пуск» вигляду «access~1». Програми, що працюють, відображаються лише на панелі завдань. Загалом інтерфейс системи було вдосконалено. Елемент «Мій комп'ютер» відображається при відкритті як: drives, Мережа як: network та Панель управління як CONTROLS. |
| Build 122           | Build 122 був першою версією Chicago, яка значилась як бета-версія. У часовій відмітці вказано 9 червня 1994 року. Ця збірка включає кілька незначних удосконалень, таких як інший тип фону «Under Construction», прибрана стрілка з кнопки «Пуск» та видалення деяких елементів панелі управління. Були й інші оновлення інтерфейсу: наприклад, вікна «Мій комп'ютер», «Панель управління» та «Мережа» є правильними. Підказки, які з'являться у вікнах, насправді ковзають справа наліво на панелі завдань, починаючи з годинника і кілька разів відскакуючи від кнопки запуску. Вони скидаються під час відкриття-закриття вікна. |
| Build 189           | Build 189 — перша версія, яка називає себе Windows 95. Часова відмітка: 21 вересня 1994 року. Look & Feel інтерфейсу був повністю виконаний, як у фінальній версії, за винятком кількох елементів, залишених з Chicago. Меню «Пуск» також трохи відрізняється від новіших версій Windows 95, оскільки у фінальній версії є градієнтна стрічка зліва. |
| Build 224           | Build 224 — це Windows 95 beta 2. Про цю збірку свідчить лише знайдена часова відмітка 8 листопада 1994 року. |
| Build 347           | Build 347 — це Windows 95 «Final Beta Release». Номер збірки посилається на німецький реліз, але він, здається, встановлюється англійською мовою. Ця версія має часову відмітку 17 березня 1995 року. |
| Build 468           | Build 468 — тестова версія для Windows 95 з часовою відміткою 11 травня 1995 року. Запуск системи — отримав назву Microsoft Sound — і звук завершення роботи з'явилися у цій збірцію |
| Build 480           | Build 480 — травневий тестовий реліз. Вийшов двома мовами: англійською та німецькою. |
| Build 490 (Pre-RC1) | Build 490 — це перший червневий тестовий реліз від 8 червня 1995 року. Здається, що номер збірки вказує на те, що це pre Release Candidate 1. |
| Build 501 (RC1)     | Build 501 датований 21 червня 1995 року. Можливо, це є остаточною версією Release Candidate 1. |